# سسيس
سسيس (بالإنجليزية: Cēsis)‏ هي بلدة تقع في لاتفيا في Cēsis municipality. يقدر عدد سكانها بـ 18,065 نسمة ومساحتها 19.28 كم2 .

## المدن التوأمة
مدن آخيم، فينافرو، Tyresö Municipality وروكيسكيس هي مدن توأمة لـسسيس.

## معرض صور

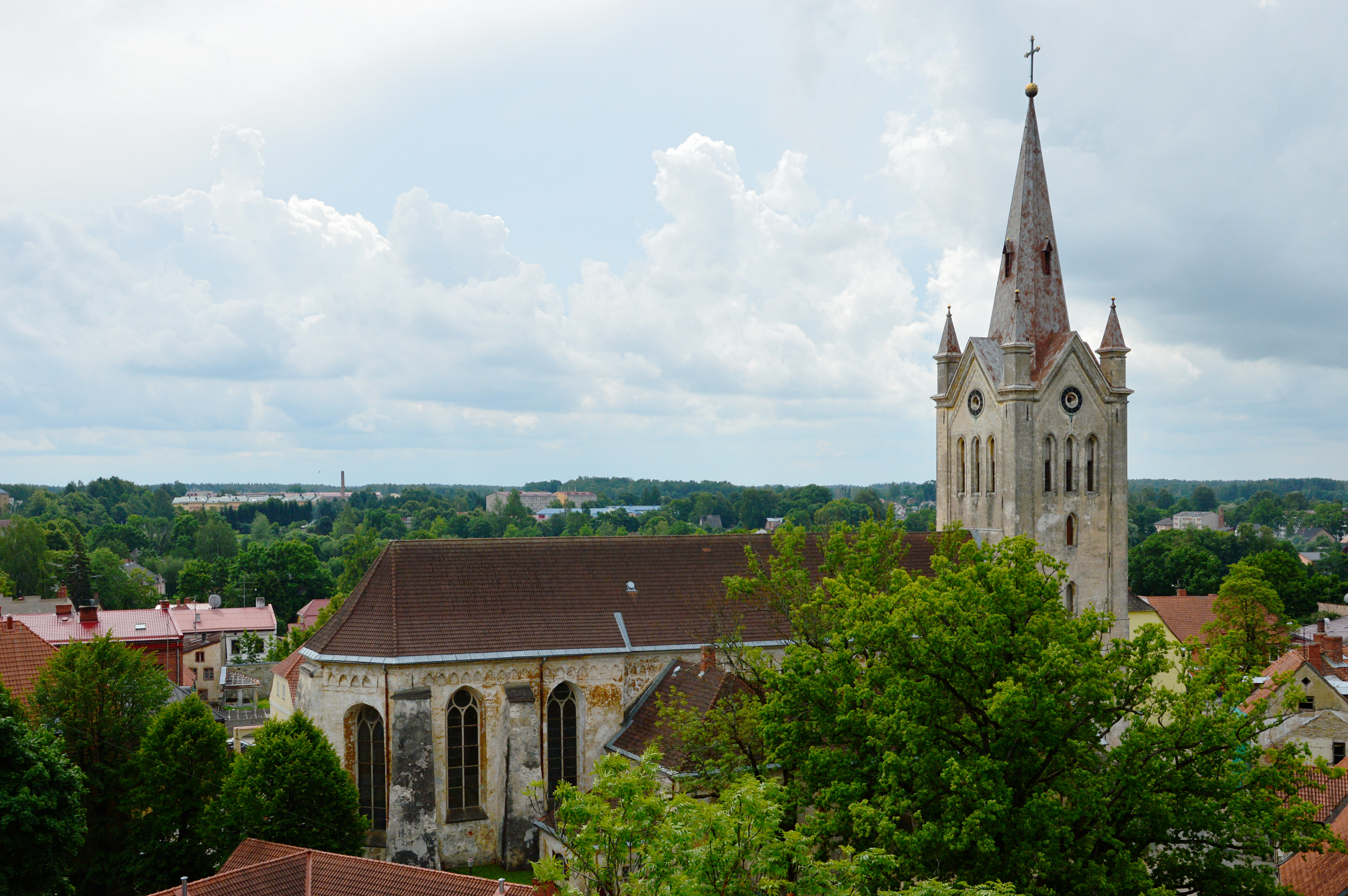
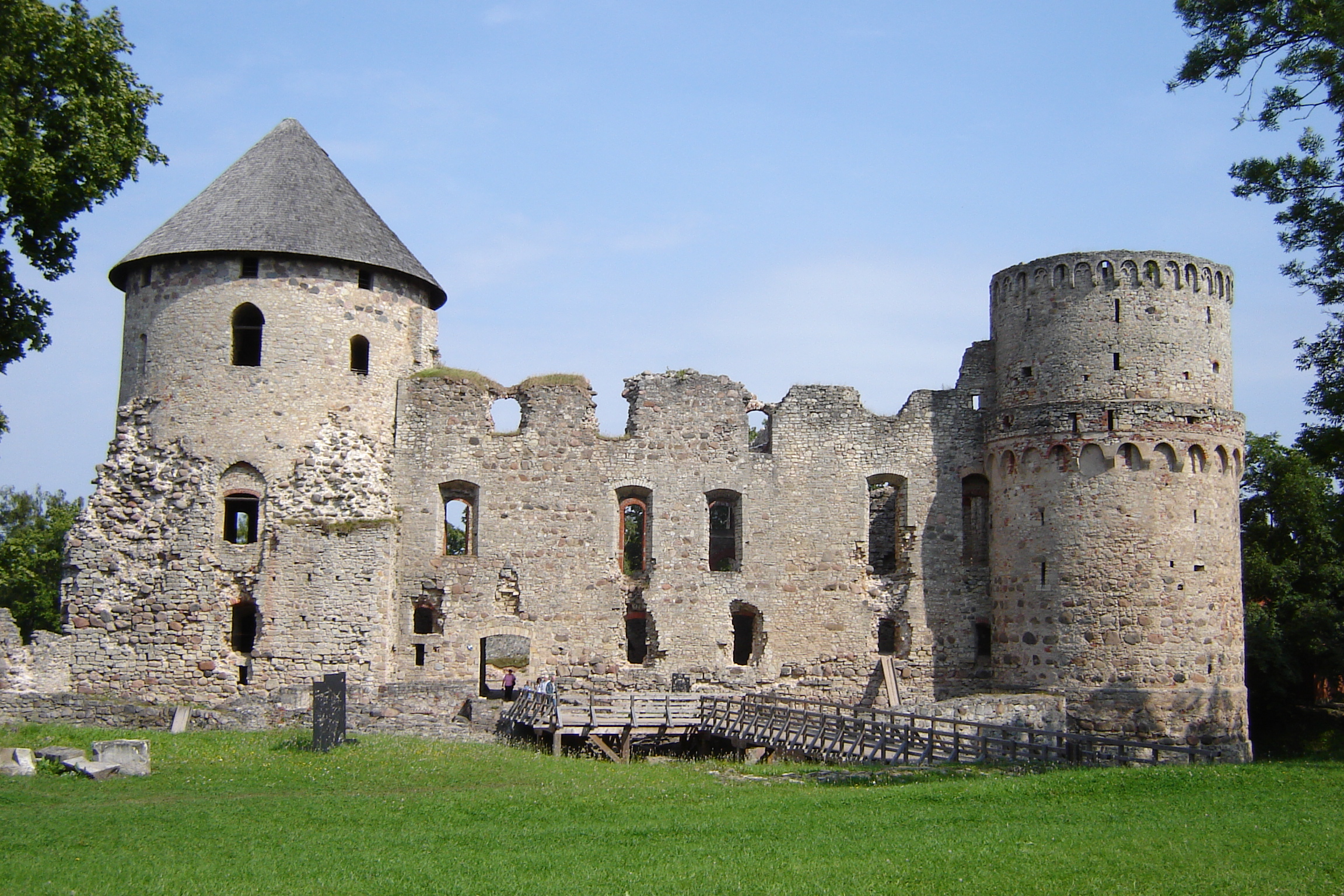
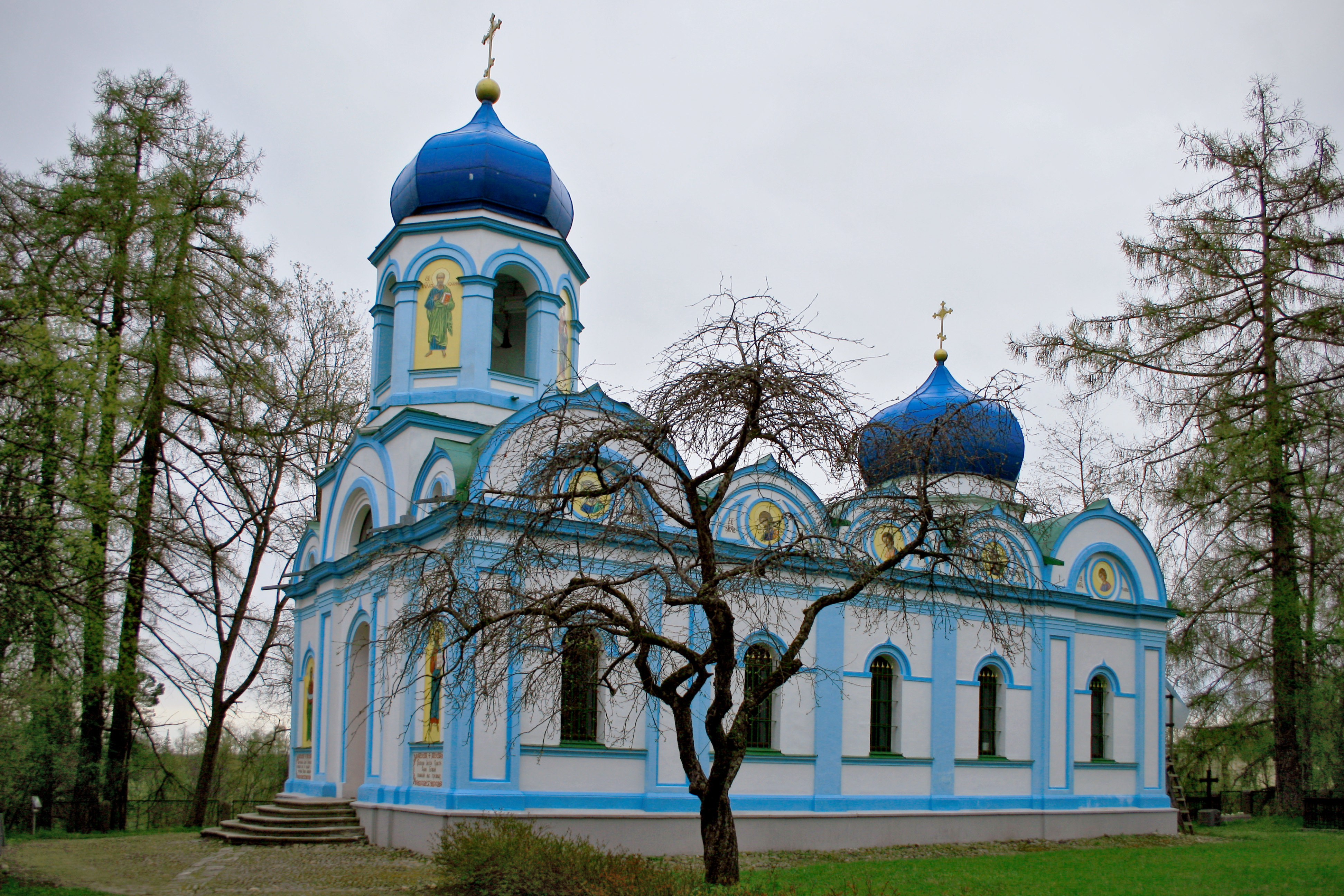

## أعلام
- روديونس كوروكس
- انغا ألسينا
- إدوارد إردمان